# Milan Marjanović
Milan Marjanović (Kastav, 12. svibnja 1879. – Zagreb, 21. prosinca 1955.), hrvatski književnik, političar, filmski djelatnik i ideolog predratnog jugoslavenstva.
Zbog sudjelovanja u protumađarskim prosvjedima istjeran je iz više karlovačke gimnazije. Nakon toga odlazi u Zagreb gdje je pohađao Klasičnu gimnaziju koju je završio 1897. godine. U Pragu polazi trgovački tečaj. Urednik je Crvene Hrvatske, Novog lista, Pokreta i dr.
Kao član i izaslanik Jugoslavenskog odbora u Londonu i kao starješina Jugoslavenskog Sokolskog Saveza u Americi uputio je proglas hrvatskim iseljenicima u kojemu spominje potrebu hrvatske demonstracije snage, jer predsjednik Wilson spominje i Hrvate kao narod koji neće Austro-Ugarsku, da Mađarska se upinje da Hrvatska ostane pod njima, Italija tvrdi da je Istra i Dalmacija talijanska, dok Srbija se bori s jadnim ostatcima svoje vojske, te da
Nakon Prvog svjetskog rata bio je član mirovne delegacije Kraljevine Jugoslavije u Parizu, a nakon Drugog svjetskog rata predsjednik Jadranskog instituta JAZU. U književnim kritikama polazi od toga da književno djelo mora rješavati nacionalne i socijalne probleme. Najveću sklonost pokazivao je prema hrvatskim realistima.
Sudjelovao je u stvaranju prvih filmskih institucija u Hrvatskoj i Jugoslaviji, a i sam je snimao, režirao i pisao scenarije za edukativne filmove.
Marjanović je 1913. izdao knjigu Narod koji nastaje: zašto nastaje i kako se formira jedinstveni srpsko-hrvatski narod u kojoj zastupa kontroverzne teze o Srbohrvatima. Napisao je zapise u stihovima Mi budale.

## Djela
- "Hrvatski pokret"
- "Suvremena Hrvatska"
- "Iza Šenoe"
- "Hrvatska moderna"
- "Vladimir Nazor kao nacionalni pjesnik"
- "Mi budale" zapisi u stihovima

## Vanjske poveznice
- Ljubomir Antić u Matici Hrvatske o Marjanoviću  Arhivirana inačica izvorne stranice od 23. veljače 2010. (Wayback Machine)